# Viaduc de la Valserine
Pour les articles homonymes, voir Valserine.
Le viaduc de la Valserine, est un ouvrage ferroviaire emprunté par la ligne de Lyon-Perrache à Genève (frontière). Il est appelé localement Pont SNCF, Vieux pont ou Ancien viaduc. Par commodité, les services techniques l'appellent Viaduc Gambetta en raison de la présence de trois autres viaducs sur la commune. Il est situé à Valserhône, dans l'Ain, en France.

## Présentation
La construction de ce viaduc est motivée par la création de la ligne de chemin de fer Lyon-Bellegarde-Genève (Suisse). Elle démarre en 1853 et s'achève en 1858. Mesurant 158 m, il comporte 11 arches : dix arches d'une ouverture de 8,40 m et une arche de 33 m d'ouverture. Celle-ci surplombe la Valserine d'une hauteur de 55 m.

## Renseignements complémentaires
- Selon les articles de l'époque, la construction du viaduc fut compliquée : des voussoirs (normalement destinés aux constructions de route) furent utilisés[4]. Le 28 septembre 1856, la charpente, destinée à la construction du viaduc, s'écroule, occasionnant la mort de trois ouvriers[4].
- Lors de la construction, un pont provisoire, destiné à la circulation routière, est construit au-dessus de la route impériale 84 (ancienne RN 84 à Bellegarde-sur-Valserine). Son coût s'élève à 500 000 francs de l'époque[5].